# كاثرين ويب
كاثرين ويب (بالإنجليزية: Catherine Webb)‏‏ (27 أبريل 1986"Summary Bibliography: Catherine Webb". قاعدة بيانات الخيال التأملي على الإنترنت. مؤرشف من الأصل في 2018-09-26. اطلع عليه بتاريخ 2018-09-11. في لندن - ) كاتِبة، وروائيةمكتبة الكونغرس (المحرر). Webb, Catherine, 1986- - LC Linked Data Service (Library of Congress). مؤرشف من الأصل في 2016-03-17. اطلع عليه بتاريخ 2018-09-11. {{استشهاد بكتاب}}: |عمل= تُجوهل (مساعدة)، وكاتبة للأطفال، ومصممة الإضاءة من المملكة المتحدة"Summary Bibliography: Catherine Webb". مؤرشف من الأصل في 2018-09-26..